# Обчислення дати Великодня
Оскільки свято є рухомим, дата Великодня визначається щороку шляхом розрахунку, відомого як computus. Великдень святкується в першу неділю після повного місяця, який є першим повним місяцем після 21 березня (фіксоване весняне рівнодення). Визначення цієї дати наперед вимагає кореляції між місячними місяцями та сонячним роком, а також враховує місяць, число та день тижня за новоюліанським, юліанським або григоріанським календарем. Складність алгоритму виникає через бажання пов’язати дату Великодня з датою єврейського свята Песах, яке, як вірять християни, припадає на Велику П'ятницю.
На початку III століття комунікації в Римській імперії настільки погіршилися, що Християнська церква захотіла створити систему, яка дозволила б духовенству самостійно визначати дату Великодня. Крім того, церква хотіла усунути залежність від єврейського календаря, виводячи дату Великодня безпосередньо з весняного рівнодення.
Наразі існують дві пасхалії, а саме григоріанська за григоріанським календарем та александрійська за юліанським календарем. Ассирійська церква Сходу, Католицька церква, протестантські конфесії, Вірменська апостольська церква, Індійська православна церква та автономна Фінляндська православна церква використовують григоріанську пасхалію, яка для розрахунків фіксованого весняного рівнодення 21 березня використовує григоріанський календар, тоді як Православна церква, Болгарська, Греко-візантійська, Російська, Румунська та Українська греко-католицькі церкви, Єрусалимський вірменський патріархат, Еритрейська та Етіопська східні католицькі церкви, Етіопська, Еритрейська, Коптська та Сирійська орієнтальні православні церкви та Давня церква Сходу дотримуються александрійської пасхалії, де фіксоване весняне рівнодення відбувається 21 березня за юліанським календарем, що відповідає 3 квітня за григоріанським календарем.
В александрійській пасхалії за юліанським календарем розрахунковий пасхальний повний місяць відбувається в XX-XXI століттях на 4-5 днів пізніше реального астрономічного повного місяця внаслідок накопиченої похибки Метонового циклу. Справжнє весняне рівнодення за юліанським календарем у XXI столітті припадає не 21 березня, а на 7 березня. Тому, якщо перший весняний повний місяць настає з 7 по 21 березня за юліанським календарем, то, за церковними правилами, пасхальним цей повний місяць не рахується, і Великдень святкують на 30, а іноді навіть і більше днів пізніше, тобто вже по суті після другого повного місяця, що є порушенням правил.

## Історія
У 1582 році папою Григорієм XIII було введено григоріанську пасхалію, яка використовується Римо-католицькою церквою до цього дня. Німецькі протестантські держави використовували т. зв. «астрономічну пасхалію», засновану на Рудольфінських таблицях Йоганна Кеплера, між 1700 і 1774 роками, тоді як Швеція використовувала цей метод із 1739 по 1844 рік. Астрономічний Великдень випадав на один тиждень раніше григоріанського Великодня в 1724, 1744, 1778, 1798, і т. д. Згодом у протестантських країнах відмовилися від цієї практики і прийняли григоріанську пасхалію.
У 1583 Григорій XIII направив константинопольському патріарху Єремії II лист з пропозицією перейти на григоріанський календар. Константинопольський собор 1583 відкинув пропозицію як не відповідну канонам святих Соборів, а послідовники григоріанської пасхалії, як і послідовники григоріанського календаря, були віддані анатемі. Це рішення було підтверджено кількома наступними Соборами. З середини XIX століття питання знову почало обговорюватися у зв'язку з бажанням світської влади перейти на григоріанський календар, проте рішення залишилося без змін. Навіть православні церкви, які перейшли на новоюліанський календар, продовжили святкувати Великдень за юліанським календарем. Григоріанською пасхалією користується лише Православна церква Фінляндії.
У Православній церкві є поширеною думка щодо неприйняття григоріанської пасхалії, на відміну від деяких орієнтальних православних та несторіанських церков, адже григоріанський Великдень іноді випадає на дату раніше Песаху за єврейським календарем або під час Песаху, який триває 7 днів, що візантійськими каноністами розглядалося як нібито порушення 7-го апостольського правила: «Якщо хтось, — єпископ, пресвітер чи диякон святий день Пасхи раніше весняного рівнодення з юдеями святкувати буде, нехай буде позбавлений священного сану». Проте як зазначає протоієрей Андрій Дудченко, історія 7-го апостольського правила пов'язана з тим, що єврейські громади в деяких місцях, можливо, включаючи Антіохію, після реформи єврейського календаря використовували методи фіксації місяця нісан, який іноді ставив 14 день нісану перед весняним рівноденням, що порушувало християнські події з Єванглія. Опісля цього александрійці прийняли принцип того, що Великодня неділя повинна обов'язково бути після весняного рівнодення, а не як після реформи єврейського календаря — перед весняним рівноденням. 7-ме апостольське правило забороняє святкувати Великдень разом з євреями перед весняним рівноденням, а не святкувати Великдень в один час чи перед Песахом, тобто християнський Великдень не залежить від юдейського Песаху. Також у роки, коли Великдень за григоріанським і юліанським календарем має спільну дату, то зазвичай в цей час припадає Песах, і православні святкують Великдень під час Песаху, наприклад у 2025 році.
Ранні християни, особливо сирійські, перший час мали Великодні свята у неділю після того, як євреї святкували Песах. З іншого боку, в Александрії та, здавалося б, у решті Римської імперії, християни обчислювали час Великодня, не звертаючи уваги на єврейський календар. Таким чином дата Великодня в Римі, Александрії та Антіохії не завжди узгоджувалась, навіть і після проведення Першого Нікейського собору.

### Сучасність
У XX столітті робилися спроби, спрямовані відновлення великодньої єдності християнського світу. 1923 року в Константинополі відбувся Собор, який схвалив проєкт новоюліанського календаря. Щодо пасхалії Собор прийняв визначення, що скасовує обчислення за яким-небудь циклом, і наказує здійснювати Св. Великдень у першу неділю після 1-го повного місяця, наступного за весняним рівноденням, яке визначається астрономічно для Єрусалимського меридіана. Поряд з «астрономічним» методом визначення дати Великодня виконавчим комітетом Всесвітньої ради церков висувалася інша пропозиція: встановити святкування Великодня у неділю, наступного за другою суботою у квітні за григоріанським календарем. Передбачалося, що всі ці пропозиції та результати обговорень будуть розглянуті Всеправославним собором, проте, чи обговорювалися ці пропозиції на Всеправославному соборі 2016 року, невідомо.
Наразі Ассирійська церква Сходу, Давня церква Сходу, Католицька церква, протестантські конфесії, Вірменська апостольська церква, Індійська православна церква та автономна Фінляндська православна церква використовують григоріанську пасхалію, яка для розрахунків фіксованого весняного рівнодення 21 березня використовує григоріанський календар, тоді як Православна церква, Болгарська, Греко-візантійська, Російська, Румунська та Українська греко-католицькі церкви, Єрусалимський вірменський патріархат, Еритрейська та Етіопська східні католицькі церкви, Етіопська, Еритрейська, Коптська та Сирійська орієнтальні православні церкви дотримуються александрійської пасхалії, де фіксоване весняне рівнодення відбувається 21 березня за юліанським календарем, що відповідає 3 квітня за григоріанським календарем.

## Співвідношення дат Великодня
Розбіжність між датами православного та католицького Великодня викликана розбіжністю дат церковних повних місяців та різницею між сонячними календарями. У XX і XXI століттях церковні повні місяці за александрійською пасхалією відстають від григоріанських на 4-5 днів. День весняного рівнодення — 21 березня за юліанським календарем — відповідає 3 квітня за григоріанським календарем.
Якщо церковний повний місяць випадає на інтервал від 21 березня до 28 березня за григоріанським календарем, то цей повний місяць є великоднім за григоріанською пасхалією, і Великдень святкується найближчої неділі. Відповідний йому александрійський повний місяць, що випадає до 3 квітня за григоріанським календарем (тобто 21 березня за юліанським календарем), великоднім вважатися не може, і як пасхальний вибирається «повний місяць» 30 днями пізніше, між 24 квітня і 1 травня за григоріанським календарем. У цьому випадку різниця між датами григоріанського та юліанського Великодня становитиме 4—5 тижнів, залежно від того, на який день тижня випаде повний місяць.
Якщо ж повний місяць буде 29 березня, то може бути будь-який з перерахованих вище варіантів. Так, у 1907 році різниця між Великоднями була 5 тижнів, у 1926 – 4 тижні, у 1972 – 1 тиждень.
Григоріанський Великдень приблизно в 30% випадків збігається з юліанським, у 45% випадків випереджає його на один тиждень, у 5% — на 4 тижні, у 20% — на 5 тижнів. Різниці в 2 та 3 тижні не буває.

### Астрономічна пасхалія
Астрономічна пасхалія — це недільний день у березні або квітні, який точно відповідає визначенню «перша неділя після першого весняного повного місяця». Незважаючи на те, що обчислення григоріанської пасхалії мають досить високу точність, їх результати можуть дещо розходитися з реальними астрономічними подіями через те, що поняття рівнодення та місячного місяця є у певному розумінні умовними. Так, реальне рівнодення може наступати 19, 20 та 21 березня, тоді як у пасхалію закладено дату 21 березня (як за григоріанським, так і за юліанським календарями). Тривалість місячного місяця 29,5305882 діб є величина середня, і реальний новий місяць і повний місяць можуть наступати з відхиленням кілька годин від розрахункового моменту. Наприклад, у 2019 році рівнодення відбулося 20 березня о 21 годині 58 хвилин UTC, а повний місяць настав 21 березня в 1 годину 43 хвилини UTC, у той час як розрахунковий повний місяць випав на 20 березня і з цієї причини великоднім вважатися не міг.
Цим методом визначення дати Великодня користувалися у XVIII—XIX століттях протестанти у Німеччині та Швеції. Також цей метод розглядався як варіант уніфікації пасхалії на Константинопольскому соборі 1923 року, проте так і не був прийнятий.

### Дати Великодня в порівняння
| Рік  | Весняний повний місяць | Астрономічний Великдень | Католицький Великдень | Православний Великдень | Песах      |
| ---- | ---------------------- | ----------------------- | --------------------- | ---------------------- | ---------- |
| 2011 | 18 квітня              | 24 квітня               | 24 квітня             | 24 квітня              | 19 квітня  |
| 2012 | 6 квітня               | 8 квітня                | 8 квітня              | 15 квітня              | 7 квітня   |
| 2013 | 27 березня             | 31 березня              | 31 березня            | 5 травня               | 26 березня |
| 2014 | 15 квітня              | 20 квітня               | 20 квітня             | 20 квітня              | 15 квітня  |
| 2015 | 4 квітня               | 5 квітня                | 5 квітня              | 12 квітня              | 4 квітня   |
| 2016 | 23 березня             | 27 березня              | 27 березня            | 1 травня               | 23 квітня  |
| 2017 | 11 квітня              | 16 квітня               | 16 квітня             | 16 квітня              | 11 квітня  |
| 2018 | 31 березня             | 1 квітня                | 1 квітня              | 8 квітня               | 31 березня |
| 2019 | 21 березня             | 24 березня              | 21 квітня             | 28 квітня              | 20 квітня  |
| 2020 | 8 квітня               | 12 квітня               | 12 квітня             | 19 квітня              | 9 квітня   |
| 2021 | 28 березня             | 4 квітня                | 4 квітня              | 2 травня               | 28 березня |
| 2022 | 16 квітня              | 17 квітня               | 17 квітня             | 24 квітня              | 16 квітня  |
| 2023 | 6 квітня               | 9 квітня                | 9 квітня              | 16 квітня              | 6 квітня   |
| 2024 | 25 березня             | 31 березня              | 31 березня            | 5 травня               | 23 квітня  |
| 2025 | 13 квітня              | 20 квітня               | 20 квітня             | 20 квітня              | 13 квітня  |
| 2026 | 2 квітня               | 5 квітня                | 5 квітня              | 12 квітня              | 2 квітня   |
| 2027 | 22 березня             | 28 березня              | 28 березня            | 2 травня               | 22 квітня  |
| 2028 | 9 квітня               | 16 квітня               | 16 квітня             | 16 квітня              | 11 квітня  |
| 2029 | 30 березня             | 1 квітня                | 1 квітня              | 8 квітня               | 31 березня |
| 2030 | 18 квітня              | 21 квітня               | 21 квітня             | 28 квітня              | 18 квітня  |
| 2031 | 7 квітня               | 13 квітня               | 13 квітня             | 13 квітня              | 8 квітня   |
| 2032 | 27 березня             | 28 березня              | 28 березня            | 2 травня               | 27 березня |

Дати Пасхи повністю повторюються через 532 роки (період великого індиктіону).

## Обчислення
Дата Великодня визначається зі співвідношення місячного й сонячного календарів (місячно-сонячний календар).
Складність обчислення має причиною змішування незалежних циклів і низки вимог:
- Обертання Землі навколо Сонця (дата рівнодення);
- Обертання місяця навколо Землі (повний місяць);
- Встановлений день святкування — неділя;

Правило звучить як «Великдень святкується першої неділі після весняного повного місяця». Весняний повний місяць — це перший повний місяць, що настав після дня весняного рівнодення.
Обидві пасхалії — александрійська та григоріанська — засновані на цьому принципі.
Для розрахунку дати повного місяця в рік Y треба знайти коло Місяця — його положення в 19-річному циклі повних місяців (Метонів цикл); 1 року н.е. коло місяця дорівнювало 2, відповідно в рік Y від Р. Х. 
Коло Місяця = залишок від (Y— 2)/19;
Основа Місяця — число, що показує вік місяця на 1 березня, тобто скільки днів пройшло до 1 березня від попередньої місячної фази. Різниця між основами дорівнює 11. Число днів місячного цикла дорінює 30. Для розрахунку використовується золоте число Метонового цикла — G=коло Місяця + 3;
Основа = залишок від (11·G)/30 .
Новий місяць = 30 — Основа;
Повний місяць = Новий місяць + 14;
Якщо новий місяць раніше за 21 березня, то великоднім вважається наступний повний місяць (+ 30 днів). Якщо великодній повний місяць випадає на неділю, то Великдень святкується наступної неділі.
Проте обчислення Великодня за західними та східними традиціями використовують різні пасхалії, що призводить до того, що одне й те ж правило призводить до різних дат.

### Александрійська пасхалія
Великдень у східних церквах розраховується за александрійською пасхалією. Винятками є Православна церква Фінляндії, Вірменська апостольська церква у Вірменії (крім Єрусалимського вірменського патріархату та деяких парафіях у діаспорі) та греко-католицьких парафіях у діаспорі, які розраховують Великдень за григоріанською пасхалією.
Повний місяць(Y) = 21 березня + [(19×[Y÷19] + 15)÷ 30].
Якщо значення Повний місяць(Y)< 32, то дата повного місяця буде в березні;
Якщо значення Повного місяця(Y)>= 32, то треба відняти 31 день, і отримаємо дату в квітні.
- Формула Гауса обчислення Великодня: [a÷b] — залишок від ділення націло a на b. ;

a = [19×[Y÷19] + 15)÷30] (наприклад,[2008÷19] = 13, а= [(19 × 13 + 15) ÷30]= 22, Повний місяць(2008)= 21 березня+22=12 квітня)
b = [(2×[Y÷4] + 4·[Y÷7] + 6×a + 6)÷ 7] (наприклад, [2008÷4]= 0, [2008÷7]=6, отже для 2008 року b=1)
Якщо (a + b) < 10, то Великдень буде (22 + a + b) березня ст. стилю, інакше — (a + b − 9) квітня ст. стилю.
Маємо 22 + 1 − 9 = 14 квітня (ст. стиль) або 14 квітня + 13 = 27 квітня (н. стиль)
Дата Великодня може припадати в період від 22 березня до 25 квітня за старим стилем (у XX–XXI століттях це відповідає періоду з 4 квітня по 8 травня за новим стилем). Якщо Великдень збігається зі святом Благовіщення, то він називається Кіріопасха (Господня Пасха), проте це неможливо при використанні новоюліанського календаря і розрахунку Великодня за юліанським календарем.

### Григоріанська пасхалія

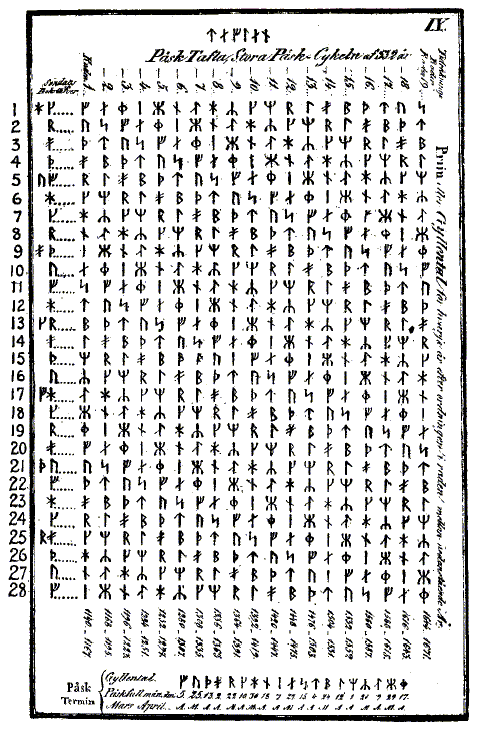
Пасхалія, написана рунами

У XVI столітті Римо-католицька церква провела календарну реформу, що мала на меті введення нового способу великодніх розрахунків. Нова пасхалія була складена неаполітанським астрономом Алоїзієм Лілієм та німецьким монахом-єзуїтом Кристофером Клавієм.
Розходження між датами Великодня за східною і західною традиціями зумовлене різницею в даті церковних нових місяців, і різницею між сонячними календарями — 13 днів в XX-XXI століттях. Великдень за григоріанським календарем в 45 % випадків на тиждень раніше за юліанським, в 30 % випадків збігається, 5 % — різниця в 4 тижні, і 20 % — різниця в 5 тижнів (більш ніж місячний цикл). Різниці в 2–3 тижні не буває.
Великдень за григоріанським календарем можна обчислити за таким алгоритмом:
1. G=[Y/19]+1 (G — золоте число в метоновому циклі);
2. C=[Y/100]+1 (якщо Y не кратне 100, то С — номер століття);
3. X=[3·C/4]—12] (поправка на те, що три з чотирьох років кратних 100 не є високосними);
4. Z=[(8·C+5)/25]—5] (синхронізація з місячною орбітою, рік не кратний місячному місяцю);
5. D=[5·Y/4]—X—10 (в березні день −D mod 7 буде неділя);
6. E = [(11·G+20+Z-X)/30] (основа або епакта — вказує на день приходу повного місяця);
7. ЯКЩО (E='24) АБО (E=25 І G>11) ТО збільшити E на 1;
8. N=44-E (N-е березня — день календарного повного місяця);
9. ЯКЩО N < 21 ТО збільшити N на 30;
10. N=N+7—[(D+N)/7];
11. ЯКЩО N > 31 ТО дата Великодня (N-31) квітня ІНАКШЕ дата Великодня N березня.